# Inazuma Eleven 3
Inazuma Eleven 3, conosciuto in Giappone come Inazuma Eleven 3 - Sekai e no chōsen!! (イナズマイレブン3 世界への挑戦!!?, Inazuma Irebun Surī - Sekai e no chōsen!!,  lett. "Inazuma Eleven 3 - Sfida al Mondo!!"), è un videogioco di calcio RPG sviluppato da Level-5, terzo della serie di Inazuma Eleven. È stato pubblicato in Giappone per Nintendo DS nel 2010 in tre versioni: Spark (スパーク?, Supāku) e Bomber (ボンバー?, Bonbā), uscite il 1º luglio 2010, e The Ogre (ジ・オーガ?, Ji Ōga), uscita il 16 dicembre 2010. In Europa è stato pubblicato per Nintendo 3DS il 27 settembre del 2013 con grafica 3D in due versioni, Lampo Folgorante e Fuoco Esplosivo, che sono rispettivamente le traduzioni di Spark e Bomber. La versione Ogre all'attacco! è uscita in Europa il 14 febbraio 2014, anch'essa con grafica 3D per Nintendo 3DS.
Dal videogioco è stata tratta la terza ed ultima saga del manga e anime Inazuma Eleven. Per l'anime si tratta degli episodi da 68 a 127. Dalla versione Ogre all'attacco! / The Ogre deriva anche il film d'animazione Inazuma Eleven - Il Film - L'attacco della squadra più forte - Gli Ogre.

## Trama
Tre mesi dopo l'avventura con l'Alius Academy, nasce una nuova squadra: la Inazuma Japan (イナズマジャパン?), composta dai giocatori più forti del Giappone, che insieme a squadre di altre nazioni partecipa al torneo Football Frontier International (フットボールフロンティアインターナショナル?, Futtobōru Furontia Intānashonaru). Dopo le fasi del girone asiatico la Inazuma Japan parte per l'Isola Liocott (ライオコット島?, Raiokotto-tō), dove sfiderà le altre nove squadre più forti del mondo che hanno passato il proprio girone. Tra queste squadre ci sono: la rappresentativa italiana, Orfeo, capitanata da Paolo Bianchi; la rappresentativa argentina, l'impero, capitanata da Thiago Torres; la rappresentativa americana , l'Unicorno, di cui fanno parte Erik Eagle e Bobby Shearer, ex-giocatori della Raimon.

## Personaggi
Nelle versioni europee i nomi dei personaggi sono stati modificati rispetto all'originale.

## Differenza tra le versioni
La versione Fuoco Esplosivo / Bomber è incentrata sulla storia di Héctor Helio (Rococo Urupa), il portiere e capitano dei Piccoli Giganti (Little Gigant, リトルギガント?, Ritoru Giganto), squadra della nazione fittizia africana Cotarl. La versione Lampo Folgorante / Spark è incentrata sulla storia di Paolo Bianchi (Fidio Ardena), attaccante e capitano della Orfeo (Orpheus, オルフェウス?, Orufeusu), squadra dell'Italia, e quella di Lacey, la nipote di Ray Dark. 
La versione Ogre all'attacco! / The Ogre è incentrata su Canon Evans (Kanon Endō), pronipote di Mark proveniente dal futuro, con riferimenti alle storie precedenti. Quest'ultima ha i personaggi esclusivi di entrambe le altre due versioni più altri giocatori e tecniche esclusive di questa versione.
Inoltre si possonono sfidare la Daystar (inizialmente inclusa in Lampo Folgorante), La Nightstar (inizialmente inclusa in Fuoco Esplosivo) e l'Ogre Academy (esclusiva di Ogre all'attacco).

## Novità di gioco
In questo gioco vengono introdotte le Tattiche Micidiali (Hissatsu Tactics, 必殺タクティクス?, Hissatsu Takutikusu), ovvero delle mosse speciali usate contemporaneamente da tutta o maggior parte della squadra.
Si possono reclutare nel gioco differenti giocatori tra cui alcuni della Alius Academy.
Sono stati introdotti nuovi metodi d'ingaggio dei giocatori, come il distributore di gashapon, grazie al quale è possibile reclutare i giocatori che si sono incontrati durante il gioco.
È stato introdotto il Tiro a Catena.

## Sigle

### Sigle della versioneBomber
Apertura: Genkininarīyo! (元気になリーヨ!?) dei T-Pistonz+KMC

Chiusura: Maji bomber!! (本気ボンバー!!?, Maji bonbā!!) delle Berryz Kobo

### Sigle della versioneSpark
Apertura: GOOD kitā! (GOODキター!?) dei T-Pistonz+KMC

Chiusura: Otakebi boy WAO! (Spark Ver.) (雄叫びボーイ WAO!（スパークVer.）?, Otakebi bōi wao! (Supāku Ver.)) delle Berryz Kobo

### Sigle della versioneThe Ogre
Apertura: Omoide Hurricane (気合いでハリケーン?, Omoide Harikēn) dei T-Pistonz+KMC

Chiusura: Magical Future (マジカルフューチャー?, Majikaru Fyūchā) delle Berryz Kobo

### Sigla italiana
Per le versioni Lampo folgorante e Fuoco esplosivo è stata usata la sigla GOOD kitā! adattata in italiano, mentre per la versione Ogre all'attacco! è stata usata la sigla Omoide Hurricane adattata in italiano.